# إزميل
الإزميل أو المِنْحَت هو أداة معدنية (مصنوعة عادة من الحديد) ذات طرف مدبب تستخدم لاختراق أو تكسير الخشب أو الباطون أو مواد صلبة أخرى. توجد أنواع من الإزميل حسب الحاجة. يُسمّى المقعر منه المِظفَار.

## التأثيل
أصل كلمة إزميل هي كلمة semilé اليونانية وعربيها المنحت.

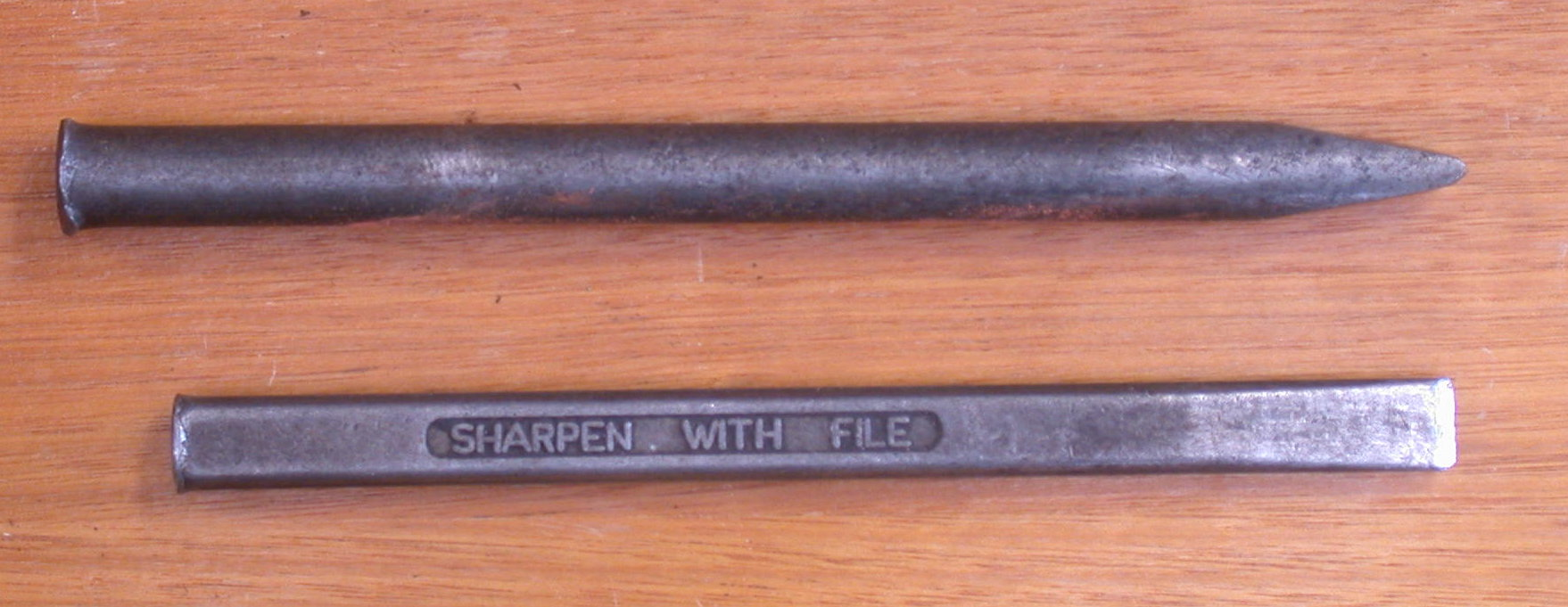
نوعان من الأزاميل

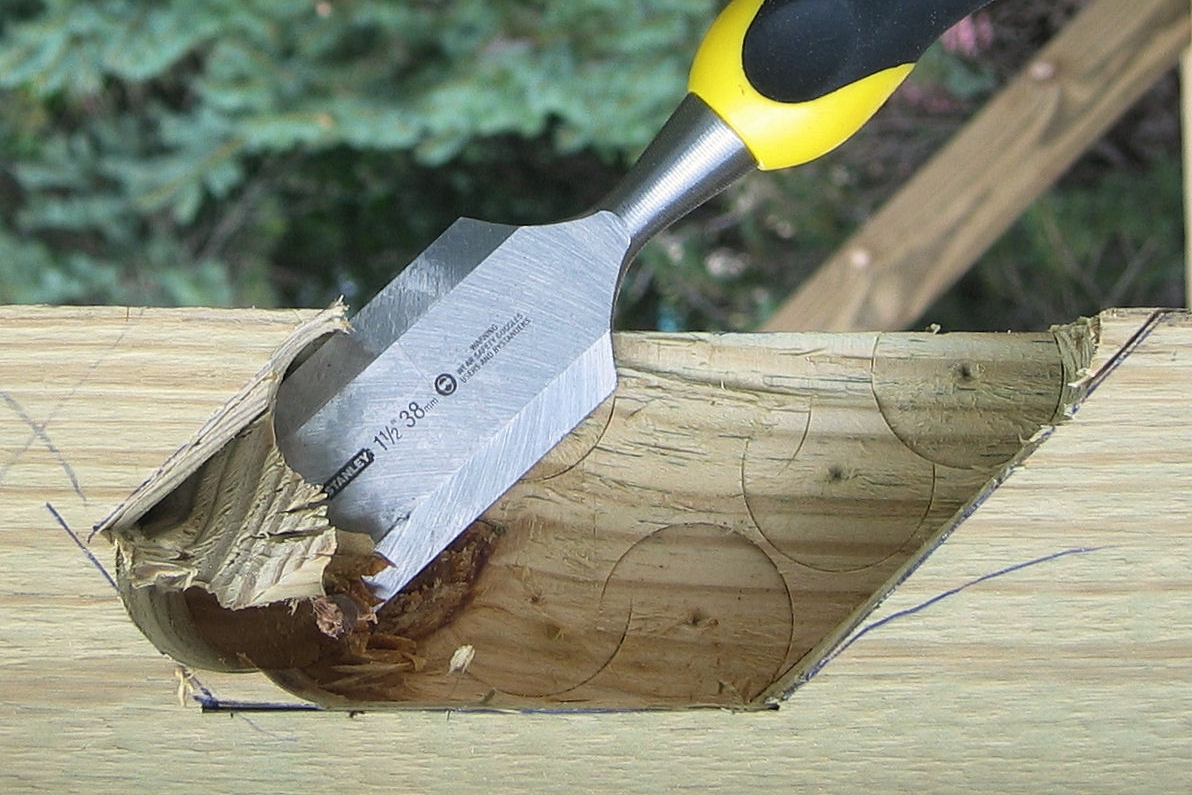
إزميل يستعمل في النجارة